# Floribert (évêque de Liège)
Pour les articles homonymes, voir Floribert.
Saint Floribert, né à Paris ou Metz vers 685 et mort à Liège en avril 746, est un ecclésiastique du VIIIe siècle, 2e évêque de Liège de 727 à 738, succédant à son père Hubert de Liège. 
Il est considéré comme saint par l'église catholique, il est fêté le 27 avril. 

## Éléments biographiques
Suivant les hagiographes, Floribert serait le fils d'Hubert de Liège et de Floribanne, princesse d'Austrasie, arrière-petite-fille d'Arnoul de Metz et fille de Dagobert, comte de Louvain. Il est élevé par son oncle et tuteur, Odo d'Aquitaine, frère d'Hubert.  Il prend la tête du clergé liégeois lorsque Hubert, en sa qualité d'évêque de Tongres, fait construire une basilique en l'honneur du martyre de son prédécesseur, la future église de Saint-Lambert à Liège. Après la mort de saint Hubert en 727, Floribert lui succède sur le siège épiscopal où il demeure jusqu'à son propre décès le 25 ou 26 avril 738. 
Suivant ses hagiographes, il aurait procédé à l'élévation du corps de sa grand-tante sainte Ode, enterrée à Amay, à celle du corps de saint Landoald et de ses compagnons, à Wintershoven.

## Vénération
Il serait mort le 25 ou le 27 avril 738 et inhumé à Saint-Lambert où sa dépouille, réputée prodiguer des miracles, a été placée dans une châsse, où l'on dépose par la suite les ossements de Pierre et Andolet, les neveux de saint Lambert assassinés avec lui. 
L'église catholique le célèbre comme saint le 27 avril.

## Preuve historique
L'historicité de Floribert peut-être étayée par la découverte d'un sarcophage et d'un sceau (forgé) :
En 1977, le sarcophage de Chrodoara du VIIIe siècle, mieux connu sous le nom de sainte Oda d'Amay, est découvert dans le chœur de l'église Saint-Georges à Amay. Cela prouve non seulement une preuve de l'existence de cette sainte, mais aussi une implication dans l'élévation du corps par Floribert, auparavant considérée comme invraisemblable.
En 1984, le reliquaire de Landoald et de ses compagnons est ouvert à Gand. Dans le sanctuaire, en plus de quelques cédules (certificats de reliquaire), un faux sceau de Floribert est découvert sur lequel il est représenté comme Florbertvs Traiectensis Ep [iscopu] s (Florbertus, évêque de Maastricht). Bien qu'il s'agisse d'une contrefaçon du XIe ou XIIe siècle, le fait qu'à l'époque les Gantois étaient au courant de l'existence de cet évêque et de son implication dans l'élévation des saints de Wintershoven, doit être considéré comme une confirmation de son historicité.